# Ачкасова, Валентина Фёдоровна
Валенти́на Фёдоровна Ачка́сова (род. 1939) — русская советская доярка, депутат Верховного Совета СССР.

## Биография
Родилась в 1939 году. Русская. Член КПСС с 1967 года. Образование неполное среднее.
В 1953—1955 годах воспитательница детского сада. С 1955 года доярка совхоза «Головково» Наро-Фоминского района, а с 1966 года — доярка совхоза «Звенигородский» Одинцовского района Московской области. Одной из первых в стране возглавила движение доярок-пятитысячниц.
Депутат Совета Союза Верховного Совета СССР 9 созыва (1975—1979) от Одинцовского избирательного округа № 34 Московской области.
По состоянию на сентябрь 2018 года проживает в селе Введенское Захаровского сельского поселения Одинцовского района Московской области.